# Gita Nabavi
Gita Nabavi (persisch گیتا نبوی; * 14. Februar 1982 im Teheran, Iran) ist eine schwedische Ingenieurin und Politikerin.
Sie wurde am 24. Februar 2018 zur Vorsitzenden der Feministiskt initiativ gewählt und agiert an der Seite von Gudrun Schyman.